# Campionats del món de ciclisme en ruta de 1948
Els Campionats del món de ciclisme en ruta de 1948 es disputaren el 22 d'agost a Valkenburg, Països Baixos.

## Resultats
| Proves :                         | Or                      | Or         | Argent                 | Argent   | Bronze                    | Bronze   |
| Professionals                    |                         |            |                        |          |                           |          |
| Cursa en línia masculina detalls | Briek Schotte · Bèlgica | 7h 30' 42" | Apo Lazaridès · França | + 1"     | Lucien Teisseire · França | + 3' 41" |
| Amateurs                         |                         |            |                        |          |                           |          |
| Cursa en línia masculina         | Harry Snell · Suècia    | 5h 16' 22" | Liévin Lerno · Bèlgica | + 1' 48· | Olle Wanlund · Suècia     | m. t.    |

## Medaller
| Posició | País    | Or | Plata | Bronze | Total |
| 1       | Bèlgica | 1  | 1     | 0      | 2     |
| 2       | Suècia  | 1  | 0     | 1      | 2     |
| 2       | França  | 0  | 1     | 1      | 2     |
| Total   | Total   | 2  | 2     | 2      | 6     |